# Lam Aling
Lam Aling is een bestuurslaag in het regentschap Aceh Besar van de provincie Atjeh, Indonesië. Lam Aling telt 618 inwoners (volkstelling 2010).